# Coscinia grisea
Coscinia grisea är en fjärilsart som beskrevs av Taco Hajo van Wisselingh 1961. Coscinia grisea ingår i släktet Coscinia och familjen björnspinnare. Inga underarter finns listade i Catalogue of Life.